# 鄭文孚
鄭文孚（1565年—1624年），字子虛，號農圃，本貫海州鄭氏。朝鮮王朝時期官員、義兵首領。
鄭文孚於1585年通過科舉並出仕。1591年，任北評事，駐箚鏡城府。1592年壬辰倭亂爆發之後，時任鏡城府駐箚評事的鄭文孚糾集義兵五千，自稱義兵大將，抗擊日軍。他們抗擊入侵咸鏡道的日軍加藤清正部，迫使日軍據城不出，最後收復鏡城府、吉州府等地，大破日軍，並誅殺反叛的鞠世弼，是為北關大捷。
雖然鄭文孚戰功卓著，但官卑秩小。咸鏡道巡察使尹卓然忌其功，派兵奪取其斬獲的首級，並多次要以軍法處死他，被眾將力勸得免。朝鮮宣祖派人調查時，尹卓然通過行賄方式讓調查者為自己辯解。根據《朝鮮王朝實錄》的記載，鄭文孚「剛介寡交」，故而「不得大用」。朝廷將戰功全歸鄭見龍，拜其為咸鏡道兵使；而鄭文孚僅僅只被認定誅殺叛民有功，拜吉州府使。當地軍民紛紛推薦由鄭文孚擔任兵使，但被朝廷拒絕了。
1611年，充南原府使。此時光海君得知鄭文孚在壬辰倭亂期間深得北道地區的人心，在李恒福的推薦下，用其為吉州牧使。1616年，任兵曹分總管。1617年，任兵曹參判。但他不附當權的韓纘男，故而不被重用。
1623年仁祖反正之後，受到李元翼的推薦，鄭文孚受到朝鮮仁祖的重用，拜全州府尹。不久鄭文孚因母丁憂，告假回鄉。有一勳臣因與鄭文孚相善，前去弔祭，發現他家牆壁上寫有詩句：「楚雖三戶亦秦亡，未必南公說得當；一入武關民望絶，孱孫何事又懷王」，回來後便告訴別人。受到李适之亂的影響，鄭文孚當即被逮捕訊問。左議政趙翼力陳其冤，仁祖準備將他赦免。但臺諫言其詩意有所指，故而再遭訊問，受酷刑，死於杖下。
1665年，在領議政鄭太和、修撰李端夏的建議下，朝鮮顯宗為他平反，追贈右贊成，諡忠毅。
著有《農圃集》。